# Redueña
Redueña är en kommun i Spanien. Den ligger i den autonoma regionen Madrid, i den centrala delen av landet, 50 km norr om huvudstaden Madrid. Antalet invånare är 288 (2024).